# François Isaac de Rivaz
Pour les articles homonymes, voir Rivaz.
François Isaac de Rivaz, dit Isaac de Rivaz, né à Paris le 19 décembre 1752, mort à Sion, le 30 juillet 1828, est un officier d'artillerie et homme politique suisse, connu pour l’invention du moteur à combustion interne.

## Jeunesse et études
Issu d’une famille mi-savoyarde mi-valaisanne, il naît à Paris où celle-ci résidait. En 1763 la famille s’établit à Moûtiers en Tarentaise, mais les deux derniers garçons, Anne-Joseph et Isaac viennent s’établir à Saint-Gingolph, en Valais.
Isaac, durant cette période de l’adolescence, accomplit ses études, mais on ne sait quelles écoles il fréquenta. Quoi qu’il en soit, il acquiert une certaine culture : il maîtrise le latin, le calcul et la géométrie. Il possède les éléments de mécanique, discipline qu’il continuera d’étudier toute sa vie.
Il exerce de 1775 à 1782 les fonctions de géomètre pour divers propriétaires du Valais et pour la ville de Sion, mais sa santé se dégrade et il se consacre à des activités plus sédentaires : d'abord l'imprimerie (1777-1780) puis à partir de 1782, les mécanismes d'horlogerie, notamment le chronomètre de marine de Duchesne. En 1802, le Valais se constitue en république indépendante. Dans ce cadre, Isaac de Rivaz est nommé Inspecteur en chef des ponts et chaussées, commissaires des routes et « tinier des sels » pour le dizain de Saint-Maurice.
Parmi de multiples occupations, Isaac, doué d’un esprit intuitif et extrêmement curieux, est hanté par le « démon de la découverte » et suit l'exemple de son père, l'inventeur Pierre Joseph de Rivaz qui avait déjà essayé de développer des machines. Son activité expérimentale fut débordante.

## Le moteur à combustion interne
Le moteur de Rivaz est une forme primitive de moteur à pistons alternatifs : cette machine, qui est sans doute le premier moteur à combustion interne (1804), comportait plusieurs traits des moteurs modernes dont un dispositif d'allumage et fonctionnait à l'hydrogène.
À partir d'un moteur stationnaire de pompe récupéré en 1804, de Rivaz monta un véhicule automobile expérimental en 1807, qui fut le premier char à roues équipé d'un moteur à combustion interne. Au long des années suivantes, de Rivaz améliora ce projet jusqu'à obtenir en 1813 un fardier long de 6 mètres, pesant près d'une tonne.

### Contexte

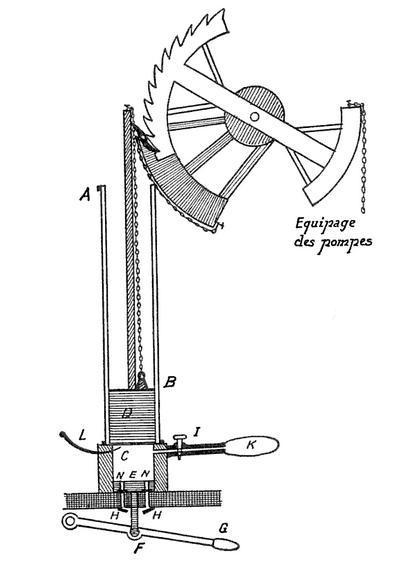
Première version du moteur de Rivaz pour une pompe d'exhaure.

Vers 1775, de Rivaz, inspiré par les essais de son père, entrevoit le développement de l’automobile et ne cessera dès lors d’y travailler. Son expérience d'artilleur lui avait suggéré de remplacer l'expansion de la vapeur par un mélange explosif pour mettre en branle un piston. En 1804, il mit ce projet à exécution et, s'inspirant du fonctionnement du pistolet de Volta, il s'essaya à un moteur fixe pour pompe d'exhaure. Le moteur consommait un mélange explosif d'hydrogène sulfuré et d’oxygène, dont l'explosion chassait un piston guidé dans un cylindre. Ce mélange était mis à feu par une étincelle électrique, de la même manière qu'un moteur à combustion interne moderne. En 1806, de Rivaz convertit son moteur en système embarqué, créant par là le premier véhicule à moteur à combustion interne,. Le 30 janvier 1807, Isaac de Rivaz déposait son brevet (n°731) à Paris. Son brevet du bureau du canton de Valais date aussi de 1807,,.
Simultanément (1807) et indépendamment, les frères Nicéphore et Claude Niépce construisaient leur Pyréolophore, avec lequel ils motorisèrent un bateau propulsé par réaction. Le brevet des Niépce date du 20 juillet 1807.

### Fonctionnement

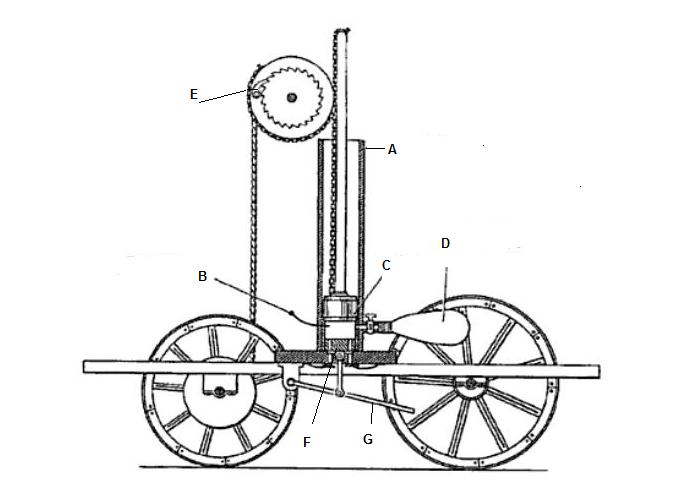
Principe de la « charrette » de Rivaz : A = Cylindre, B = allumage, C = Piston, D = réservoir de gaz des marais, E = gâchette, F = piston avec soupapes pour l'admission et l'échappement, G = manette du piston.

Le moteur de Rivaz était dépourvu de mécanisme de synchronisation des temps moteurs : aussi l'admission et l'ignition étaient-elles manuelles ; son rendement dépendait donc de façon cruciale de l'habileté du chauffeur. Le sulfure d’hydrogène était préalablement comprimé et emmagasiné dans une citerne connectée au cylindre par un tuyau. L’oxygène de l'air était introduit par une manette externe. L'action manuelle sur les soupapes permettait de synchroniser l'admission du mélange avec le mouvement des différentes pièces. Un piston secondaire, antagoniste du premier, était actionné par une manette : il servait à évacuer les gaz brûlés, à introduire une nouvelle dose de mélange, puis à fermer les soupapes d'admission et d'échappement. L'étincelle d'allumage était produite par une pile de Volta, avec un commutateur à bouton poussoir,.
L’explosion repoussait le piston  vers le haut, lequel, retombant sous son propre poids, accrochait au passage une gâchette qui faisait engrener la crémaillère du piston avec un arbre autour duquel une corde était enroulée. L'extrémité de cette corde était enroulée à l'arbre des roues avant. Le poids du piston était calculé pour faire tourner les roues de la charrette. Une fois le piston descendu en bout de course, la gâchette permettait de débrayer l'arbre supérieur du piston et d'engager le cycle suivant,,.
Au milieu des années 1980, deux reconstitutions en ont été tentées par la Fondation Gianadda : l'une de 50 cm de longueur, l'autre d'environ 2 m. Cette seconde maquette utilisait de l'air comprimé pour simuler l'explosion du gaz d'origine. Lors d'une démonstration face à la Fondation, le char parcourut plus de 100 m.

### Le dernier véhicule
En 1813 de Rivaz construisit un char expérimental encore plus massif qu'il appela le grand char mécanique. Sa longueur était de 6 m, il était équipé de roues de 2 m de diamètre et pesait près d'une tonne. Son cylindre était long de 1,5 m avec une course de piston de 97 cm. Le mélange était composé d'environ 2 l de gaz des marais et 10 à 12 l d'air. À Vevey, on chargea la machine de 350 kg de grumes et de pierres, d'un équipage de quatre hommes ; il grimpa une côte à 9% sur 26 m à la vitesse de 3 km/h. À chaque coup de piston, le véhicule se déplaçait de 4 à 6 m.
Peu de ses contemporains prirent ses inventions au sérieux : ainsi l’Académie des Sciences (France) estimait que le moteur à combustion interne ne rivaliserait jamais avec la machine à vapeur.

## La politique
Rivaz fut également un entrepreneur et un homme politique : il fut chancelier d’État et député à la Diète fédérale.